# Florjon Mima
Florjon Mima (ur. 2 maja 1962 w Tiranie) – albański ekonomista, deputowany do Zgromadzenia Albanii z Partii Demokratycznej, minister gospodarki, handlu i energii w 2013 roku.

## Życiorys
W 1987 roku ukończył studia ekonomiczne na Uniwersytecie Tirańskim, następnie pracował w przedsiębiorstwach państwowych oraz w instytucjach finansowych.
W latach 2005–2009 był wiceministrem finansów. Od 2009 roku jest deputowanym do Zgromadzenia Albanii z Demokratycznej Partii Albanii.
Od 4 kwietnia do 16 września 2013 roku był ministrem gospodarki, handlu i energii.

## Życie prywatne
Jest synem aktora Prokopa Mimy.